# مسعود بركوس
مسعود بركوس (20 يوليو 1989-)، لاعب كرة يد دولي جزائري ولد في عين البية، ولاية وهران، الجزائر. يلعب مع نادي المجمع الوطني البترولي الجزائري، شارك مع المنتخب الجزائري في 70 مباراة سجل فيها 178 هدفا.